# Стрельба в мечетях Крайстчерча
Стрельба в мечетях Кра́йстчерча (англ. Christchurch mosque shootings) — два последовательных террористических акта, произошедшие в двух мечетях в Крайстчерче, в Новой Зеландии, во время пятничной молитвы 15 марта 2019 года. Нападения начались в мечети Аль-Нур в пригороде Риккартон в 13:40 и продолжились в Исламском центре Линвуд примерно в 13:55. Стрелок транслировал первое нападение в Facebook с помощью наголовной камеры GoPro.
Брентон Харрисон Таррант, 28-летний мужчина из Графтона, штата Новый Южный Уэльс, Австралия, был сторонником теорий о замещении коренного населения мусульманами и ультраправым расистом. После нападения на мечети его арестовали, первоначально он был обвинён лишь в одном убийстве. Он вёл прямую трансляцию первой атаки в Facebook, а перед нападением опубликовал манифест, который многие сочли неприемлемым; как видео, так и манифест были впоследствии запрещены в Новой Зеландии. После полицейского расследования ему было предъявлено обвинение в 51 убийстве, 40 покушениях на убийство и участии в террористическом акте. Первоначально подозреваемый не признал себя виновным по всем пунктам обвинения. Судебный процесс начался 2 июня 2020 года. 26 марта 2020 года он изменил свои показания, признав себя виновным по всем пунктам обвинения. Таррант был оставлен под стражей.
Нападения были связаны с ростом белого расизма и ультраправого экстремизма во всем мире, наблюдавшимся примерно с 2015 года. Политики и мировые лидеры осудили эти нападения, а премьер-министр Новой Зеландии Джасинда Ардерн назвала это нападение «одним из самых мрачных дней Новой Зеландии». Правительство создало королевскую комиссию по расследованию деятельности своих силовых ведомств после этих нападений, которые являются самыми крупными нападениями по количеству жертв в современной истории Новой Зеландии.

## Предпосылки
Новая Зеландия часто считается безопасной страной и имеет относительно низкий уровень убийств. Эти нападения стали первыми массовыми расстрелами в стране после резни в Рауриму в 1997 году. До этого самым смертоносным массовым расстрелом населения была Бойня в Арамоане 1990 году, в которой погибло 13 человек. В то время, как страна редко ассоциировалась с крайне правыми, эксперты предположили, что ультраправый экстремизм растёт в Новой Зеландии. Социолог Пол Спунли назвал Крайстчёрч «рассадником белых расистов и ультраправого движения», что было отвергнуто депутатом парламента от Крайстчёрча Джерри Браунли. В Австралии, откуда был родом стрелок, также наблюдается рост ксенофобии, расизма и исламофобии.
Ислам исповедуют более 57 000 новозеландцев (1,2 % населения), из них 3000 — в Крайстчёрче и более широком регионе Кентербери. Мечеть Аль-Нур была открыта в 1985 году; это была первая мечеть на Южном острове. В 2014 и 2015 годах местная пресса сообщала о том, что один из прихожан мечети придерживался радикальных взглядов. Исламский центр Линвуд был открыт в начале 2018 года.

## Стрельба

### Мечеть Аль-Нур
Стрелок прибыл в мечеть Аль-Нур, в районе Риккартон, и начал стрелять в верующих около 13:40. Полиция получила первый экстренный вызов в 13:41. По некоторым данным, от трёхсот до пятисот человек были внутри мечети во время пятничной молитвы, когда началась стрельба. Горожанин, живший по соседству с мечетью, сказал журналистам, что видел, как бандит бежал и бросил на подъездной дорожке то, что, по-видимому, было огнестрельным оружием.
Брентон Таррант в прямом эфире транслировал первые 17 минут этой атаки на Facebook Live, начиная с поездки в мечеть Аль-Нур и заканчивая отъездом. За несколько минут до стрельбы он слушал несколько песен, в том числе «Serbia strong», сербскую песню про Радована Караджича, который был признан виновным в геноциде боснийских мусульман, и «Британские гренадеры», традиционную британскую военную маршевую песню. Один свидетель сказал, что Таррант продолжал слушать «военную музыку» из портативного динамика внутри мечети. Когда он приблизился к главному входу в мечеть, один из верующих приветствовал его, сказав: «Привет, брат», и стал первой жертвой, убитой во время нападения.
Боевик провёл несколько минут внутри мечети, расстреливая посетителей без разбора. Сначала он сделал 9 выстрелов из ружья в сторону главного входа, прежде чем бросить его. Затем он начал использовать полуавтоматическую винтовку и открыл огонь по людям внутри. Он убил трёх человек у входа и ещё несколько десятков внутри молитвенного зала. Стробоскоп, прикреплённый к одной из его полуавтоматических винтовок, использовался для дезориентации жертв. Во время стрельбы на него напал верующий Наим Рашид и получил ранение; позже Рашид скончался от полученных травм. Брентон Таррант расстреливал всех, кто находился в молитвенном зале, с близкого расстояния, стреляя во многих из своих жертв по нескольку раз. Затем он покинул мечеть и открыл огонь по другим людям снаружи. Вернувшись к своей машине, он достал ещё одну штурмовую винтовку, но прежде чем вернуться в мечеть и снова открыть стрельбу по людям, которые уже были ранены и не могли убежать, он стрелял в людей, находившихся около мечети. Стрелок снова вышел из мечети и добил выстрелом в голову женщину, которая лежала раненая на асфальте и кричала «Помогите мне!». Затем он вернулся к своей машине и уехал под песню «Fire» Артура Брауна.
Он провёл около шести минут в мечети Аль-Нур. В 13:46, когда Таррант отъезжал от мечети, к месту происшествия прибыла группа вооружённого спецназа (АОС). Комиссар полиции Майк Буш сказал, что в этот момент нападавший уже покидал район, его автомобиль скрылся за автобусом. В это время члены АОС не знали, сколько было стрелков, и не имели никакой информации о том, что преступник покинул мечеть. В 13:51 первые спасатели прибыли в мечеть Аль-Нур. Во время своего отъезда от мечети боевик расстреливал людей на улице из дробовика прямо из окон своего автомобиля, в результате чего переднее левое стекло автомобиля боевика было выбито. Примерно через три минуты после того, как боевик покинул мечеть, его автомобиль проехал мимо нескольких полицейских машин, ехавших на место стрельбы, но остался незамеченным. Террорист продолжил свой путь к Исламскому центру Линвуда.

### Исламский центр Линвуд

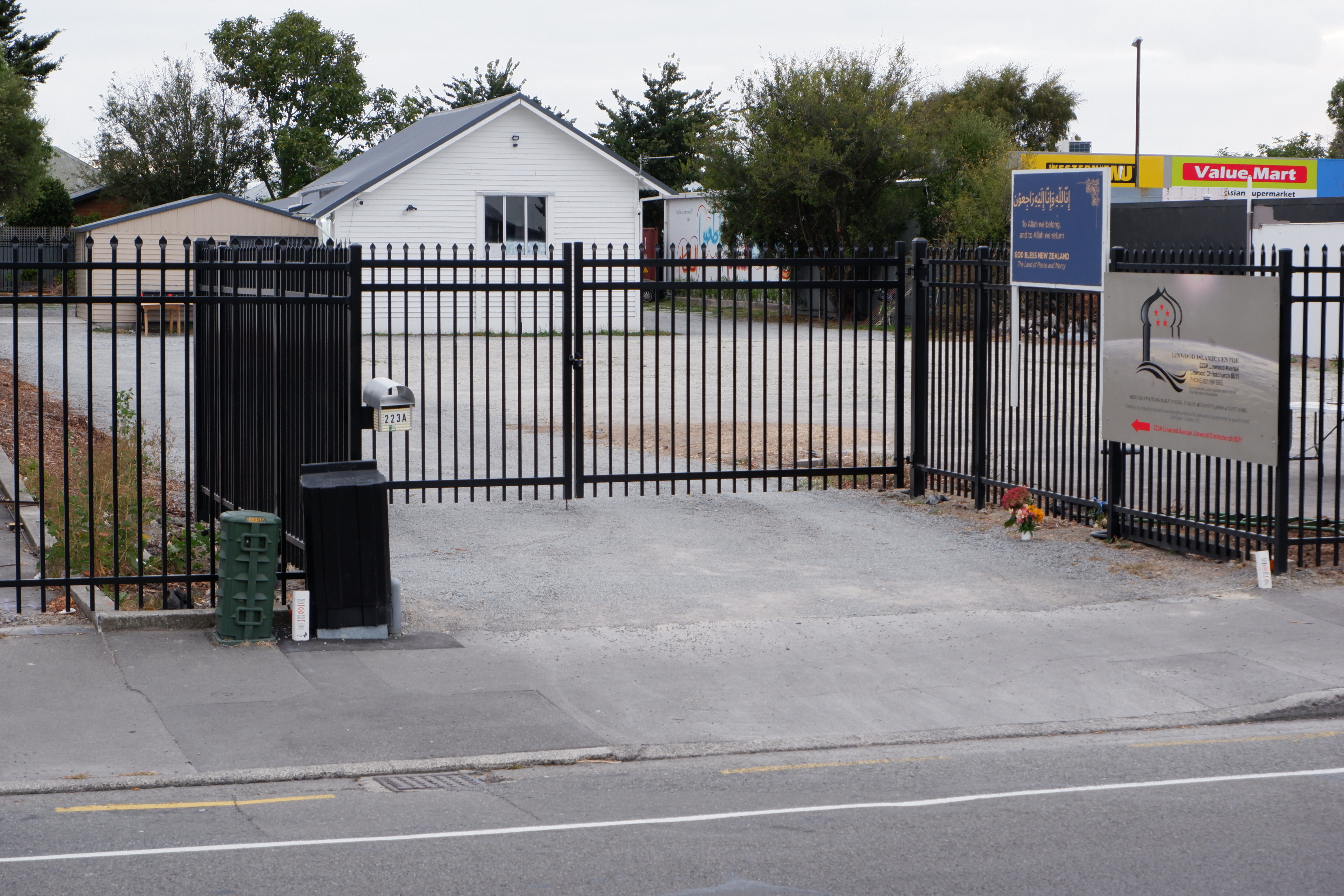
Исламский Центр Линвуд, Март 2020 года. В момент стрельбы в передней части участка находилось здание, а подъездная дорожка вела налево

Вторая атака началась в 13:52 в Исламском центре Линвуда, мечети в 5 километрах к востоку от мечети Аль-Нур. По словам свидетеля, Таррант сначала не смог найти главную дверь мечети, а вместо этого стрелял в людей снаружи и через окно, предупреждая тех, кто находился внутри. В то время внутри мечети находилось около 100 человек.
Исполняющий обязанности имама мечети приписал прихожанину по имени Абдул Азиз Вахабзада прекращение нападения. Вахабзада сказал журналистам, что он взял кардридер и выбежал из мечети, к тому времени стрелок снаружи уже застрелил несколько человек. Нападавший уже собирался достать из машины ещё одно ружьё, но Вахабзада швырнул в него кардридер. Брентон Таррант достал из машины ружьё и выстрелил в Вахабзаду, который укрылся среди соседних машин и подобрал пустой дробовик, брошенный Таррантом. Несмотря на все попытки Вахабзады отвлечь внимание бандита от мечети криками «Я здесь!», он вошёл в мечеть и продолжил стрельбу. Когда Таррант вернулся к своей машине, Вахабзада швырнул дробовик в машину, разбив одно из её окон или ветровое стекло. Затем Таррант уехал из мечети в 13:55, а через минуту кто-то из прихожан помахал полицейской машине, чтобы сообщить, что в Линвуде были сделаны выстрелы.
В 13:59 полиция прибыла в Исламский центр Линвуд, в ту же минуту Таррант был арестован на Броэм-Стрит.

### Арест
Ранние сообщения указывали на «множественные, одновременные нападения», но позже был оставлен под стражей только один подозреваемый. Серебряный Subaru Outback, соответствующий описанию автомобиля стрелка, был замечен полицейским подразделением, и преследование было начато в 13:57. Подозреваемый был арестован на Броэм-стрит в Сиденхэме в 13:59, через 18 минут после первого экстренного вызова. Видеозапись, сделанная одним из очевидцев, отображает, что его автомобиль был протаранен полицейской машиной о бордюр, а сам подозреваемый был задержан под дулом пистолета. Премьер-министр Джасинда Ардерн заявила, что подозреваемый планировал продолжить нападения в третьем месте, возможно, в мечети в Ашбертоне или в детском центре Ан-Нур в Хорнби. Согласно Ардерн, «в автомобиле, в котором находился преступник, было ещё два огнестрельных оружия, и он абсолютно точно намеревался продолжить своё нападение». Комиссар полиции Майк Буш подтвердил это, сказав, что полиция остановила подозреваемого по пути в третье место.

## Погибшие и раненые
| Гражданство    | Погибших |
| -------------- | -------- |
| Пакистан       | 9        |
| Индия          | 7        |
| Бангладеш      | 5        |
| Египет         | 4        |
| ОАЭ            | 3        |
| Фиджи          | 3        |
| Сомали         | 2        |
| Сирия          | 2        |
| Индонезия      | 1        |
| Иордания       | 1        |
| Кувейт         | 1        |
| Новая Зеландия | 1        |
| Турция         | 1        |
| Не опознаны    | 10       |
| Всего          | 51       |

В результате нападений был убит пятьдесят один человек, 47 мужчин и 4 женщины: 42 — в мечети Аль-Нур, 7 — в Исламском центре Линвуд, один из которых вскоре скончался в больнице Крайстчёрча, а другой скончался в госпитале 2 мая, через семь недель после нападений. Убитым было от 3 до 77 лет. 17 марта главный хирург больницы сообщил, что четверо умерли в каретах скорой помощи по дороге в больницу. 17 марта комиссар Буш заявил, что 50 человек получили ранения в результате этих нападений, 36 из них лечились от огнестрельных ранений в больнице. Двое — находились в тяжёлом состоянии, а 4-летняя девочка была переведена в госпиталь Окленда в критическом состоянии.
В течение нескольких дней после терактов десятки людей оставались пропавшими без вести, а некоторые дипломатические ведомства и Министерства иностранных дел опубликовали заявления о числе жертв из своих стран. Полиция потребовала, чтобы люди, числящиеся пропавшими без вести, хотя на самом деле находящиеся в безопасности, зарегистрировались на веб-сайте восстановления семейных связей. Новозеландский Красный Крест опубликовал список пропавших без вести, в который вошли граждане Афганистана, Бангладеш, Индии, Индонезии, Иордании, Малайзии, Пакистана и Саудовской Аравии. Среди погибших, перечисленных в пресс-релизах новозеландской полиции, были граждане Бангладеш, Египта, Фиджи, Индии, Индонезии, Ирака, Иордании, Малайзии, Маврикия, Новой Зеландии, Пакистана и Палестины. Гражданин Турции скончался в больнице в начале мая. Атта Элайян, ИТ-предприниматель и игрок сборной Новой Зеландии по мини-футболу, был среди убитых.

## Подозреваемый
Полиция предъявила обвинение Брентону Харрисону Тарранту, 28-летнему австралийцу, в убийстве в связи с нападениями. На момент ареста он уже несколько лет жил в бухте Андерсонс в Данидине. Таррант был членом оружейного клуба Южного Отаго и практиковался в стрельбе на его полигоне. Он вырос в Графтоне, штате Новый Южный Уэльс, окончил среднюю школу Графтона, после работал личным тренером в своём родном городе с 2009 по 2011 год. Примерно с 2012 года он начал посещать ряд стран Азии и Европы. Полиция Болгарии и Турции расследует его визиты в свои страны. Брентон Таррант стал одержим террористическими атаками, совершенными исламскими экстремистами в 2016 и 2017 годах, и начал планировать нападение примерно за два года до стрельбы, а свои цели поставил за три месяца до этого. Незадолго до нападения его мать, Шэрон Таррант, получила от него сообщение, в котором говорилось, что она «вот-вот увидит и прочтёт самые ужасные вещи о нём».
Сотрудники Службы Безопасности подозревают, что он вступил в контакт с ультраправыми организациями примерно за два года до расстрела, когда посещал европейские страны. Он пожертвовал 1500 евро в Identitäre Bewegung Österreich (IBÖ), австрийское отделение идентитаризма в Европе, а также 2200 евро в Génération Identitaire, французское отделение данной группы, и взаимодействовал с лидером IBÖ, Мартином Селлнером по электронной почте в период с января по июль 2018 года, получил предложение встретиться в Вене и ссылку на его YouTube-канал. Увлёкшись местами сражений между христианскими европейскими народами и Османской империей, он совершил ещё одну серию визитов на Балканы в 2016—2018 годах, посетив Хорватию, Болгарию, Венгрию, Турцию и Боснию и Герцеговину, что было подтверждено дипломатами данных стран. Таррант разместил националистические материалы на платформах социальных сетей и призвал Соединённые Штаты ослабить своё влияние на Балканы, чтобы предотвратить такие события, как вмешательство НАТО в Косово в ответ на сербскую кампанию этнической чистки против мусульман-албанцев. Брентон Харрисон сказал, что он против вмешательства НАТО, потому что видит сербских военных как «христиан-европейцев, пытающихся удалить этих исламских оккупантов из Европы».
За три года до терактов он похвалил Блэра Коттрелла, лидера ультраправых движений в Австралии и оставил более 30 комментариев на уже удалённых страницах «Объединённого Патриотического Фронта» и «Истинно Голубой Команды». Australian Broadcasting Corporation, изучавшая комментарии, назвала их «фрагментами и цифровыми впечатлениями хорошо путешествовавшего молодого человека, который часто посещал заполненные ненавистью анонимные форумы и был глубоко вовлечён в глобальную культуру ультраправых». Мужчина из Мельбурна заявил, что в 2016 году он подал жалобу в полицию после того, как Таррант якобы сказал ему в онлайн-разговоре: «Я надеюсь, что однажды вы встретите верёвку». Также он сказал, что полиция велела ему заблокировать Тарранта и не брала у него показаний. Полиция заявила, что они не смогли найти данное заявление.

### Оружие
Полиция обнаружила на месте происшествия пять единиц огнестрельного оружия: две полуавтоматические винтовки, два ружья и винтовку рычажного действия. По словам министра полиции Стюарта Нэша, одним из видов огнестрельного оружия, использованного боевиком, была винтовка типа AR-15. Комиссар полиции Майк Буш заявил, что стрелок имел лицензию на огнестрельное оружие с одобрением «А», и начал покупать свой арсенал в декабре 2017 года, через месяц после получения лицензии. По данным городского оружейного магазина, боевик купил через интернет четыре единицы огнестрельного оружия и боеприпасы. Магазин заявил, что ни одно из этих четырёх орудий не было оружием военного образца, и пока неизвестно, были ли они использованы в нападениях. К тому же, магазин не обнаружил в покупателе ничего необычного или экстраординарного. Кроме того, Брентон Таррант незаконно заменил небольшие легальные магазины полуавтоматических винтовок на 30-патронные магазины, приобретённые в интернете.
Использованное оружие и магазины были покрыты белыми буквами, называющими исторические события, людей и мотивы, связанные с историческими конфликтами, войнами и сражениями между мусульманами и европейскими христианами, а также имена недавних жертв исламских терактов и имена ультраправых нападавших. Надписи также включали в себя отсылки на «Turkofagos» (Пожиратель турок), термин, используемый греками во время войны за независимость и лозунгов белого превосходства, таких как антимусульманская фраза «Remove Kebab», которая возникла как интернет-мем в связи с сербской песней «Serbia strong», и 14/88, кодовый лозунг у белых националистов. Кроме латиницы, надписи на оружии были сделаны на кириллице, армянском и грузинском алфавитах. На его рюкзаке было чёрное солнце и два жетона: один с кельтским крестом, а другой с «коловратом», разновидностью свастики, популярной в славянском неоязычестве. Полиция также обнаружила два самодельных взрывных устройства, прикреплённых к автомобилю; они были обезврежены вооружёнными силами Новой Зеландии. Никаких взрывчатых веществ у стрелявшего обнаружено не было.

### Манифест
Брентон Таррант является автором 74-страничного манифеста под названием «The Great Replacement» (рус. — Великое замещение), в нём Таррант рассказывает о «великом замещении и геноциде белых, согласно которым глобалистские и либеральные элиты хотят заместить коренное население мусульманами». В нём говорится, что нападения были запланированы за два года до этого, а место было выбрано за три месяца соответственно. За несколько минут до начала стрельбы, манифест был отправлен по электронной почте более чем 30 получателям, включая офис премьер-министра и несколько средств массовой информации, а ссылки на него были размещены в Твиттере и 8chan.
В манифесте выражено несколько антииммигрантских настроений, в том числе ненависть к мигрантам, риторика белого превосходства и призывы геноциду всех не европейских иммигрантов в Европе, которые, как утверждается, «вторгаются на его землю». Манифест содержит неонацистские символы, такие как Чёрное Солнце и Солнечный крест. Однако автор отрицает, что он нацист, и вместо этого называет себя «этно-националистом», «экофашистом» и «истребителем чурок», ссылаясь на мем, восхваляющий геноцид боснийских мусульман, произошедший во время Боснийской войны. Автор цитирует норвежского террориста Андерса Беринга Брейвика и других в качестве вдохновителя. Он говорит, что поддерживает президента США Дональда Трампа как «символа обновлённой белой идентичности и общей цели», но не как «политического деятеля и лидера». Автор говорит, что первоначально он собирался атаковать мечеть Аль-Худа в Данидине, но передумал после посещения Крайстчёрча, потому что мечети Крайстчёрча содержали «больше взрослых и предшествующую историю экстремизма».
Манифест был описан некоторыми СМИ как «шитпостинг» — троллинг, направленный на разжигание конфликта между определёнными группами и людьми. 23 марта 2019 года главный цензор Новой Зеландии признал манифест «неуместным», сделав незаконным его хранение или распространение в Новой Зеландии. В августе 2019 года газета The New Zealand Herald сообщила, что печатные копии манифеста продаются в интернете за пределами Новой Зеландии, что не может предотвратить новозеландское законодательство.

## Судебный процесс
16 марта 2019 года Брентон Таррант предстал перед окружным судом Крайстчёрча, где ему было предъявлено обвинение по одному пункту обвинения в убийстве. Судья распорядился, чтобы зал суда был закрыт для публики, за исключением аккредитованных средств массовой информации, и разрешил снимать и фотографировать обвиняемого при условии, что его лицо будет покрыто пикселями. На суде Таррант улыбнулся репортёрам и сделал перевёрнутый жест «ОК» ниже пояса, который, как говорят, был знаком «белой силы».
Дело было передано в Верховный суд, и он был заключён под стражу, поскольку его адвокат не ходатайствовал об освобождении под залог. Впоследствии он был переведён в единственное в стране отделение строгого режима в Оклендской тюрьме. Он подал официальную жалобу на условия содержания в тюрьме на том основании, что у него нет доступа к газетам, телевидению, интернету, посетителям или телефонным звонкам. 4 апреля полиция объявила, что увеличила общее число обвинений до 89, 50 — за убийство и 39 — за покушение на убийство, причём другие обвинения все ещё находятся на рассмотрении. На следующем слушании, которое состоялось 5 апреля, судья приказал ему пройти психиатрическую экспертизу на предмет его психической пригодности к судебному разбирательству.
21 мая 2019 года комиссар Буш объявил, что Тарранту было предъявлено новое обвинение в участии в террористическом акте в соответствии с разделом 6А закона 2002 года о борьбе с терроризмом. Кроме того, подозреваемому было добавлено одно обвинение в убийстве и одно — в покушении на убийство, в результате чего общая сумма обвинений составила 51 и 40 соответственно.
14 июня 2019 года Таррант появился в Верховном суде Крайстчёрча по аудиовизуальной связи из Оклендской тюрьмы. Через своего адвоката он признал себя невиновным в участии в террористическом акте, 51 обвинении в убийстве и 40 обвинениях в покушениях на убийство. Оценки состояния психического здоровья не выявили никаких проблем. Начало судебного процесса было назначено на 4 мая 2020 года; по оценкам королевского прокурора, он продлится около шести недель. 12 сентября 2019 года дата судебного разбирательства была перенесена на 2 июня 2020 года, чтобы избежать совпадения с Исламским священным месяцем Рамадан.
Если он будет осуждён за убийство, повлёкшее несколько смертей, ему грозит обязательное наказание в виде пожизненного заключения с возможностью условно-досрочного освобождения через 17 лет. Судья, выносящий приговор, может с учётом смягчающих и отягощающих обстоятельств преступления продлить срок условно-досрочного освобождения или назначить пожизненное лишение свободы без возможности условно-досрочного освобождения:102-4.
14 августа 2019 года стало известно, что Таррант смог отправить семь писем из тюрьмы, два — своей матери и пять — неназванным адресатам. Одно из этих писем, как оказалось впоследствии было отправлено в Россию некому Алану и размещено получателем на имиджбордах 4chan и 8chan. Министр исправительных учреждений Келвин Дэвис и Департамент исправительных учреждений подверглись критике за то, что разрешили распространение этих писем. 19 августа премьер-министр Ардерн объявила, что правительство рассмотрит вопрос о внесении поправок в закон об исправительных учреждениях от 2004 года, чтобы ещё больше ограничить количество писем, которые могут быть получены и отправлены заключёнными.

## Последствия
В ряде школ Новой Зеландии были пересмотрены правила относительно школьной формы. В частности, было разрешено ношение в учебных заведениях хиджабов.
После теракта премьер министр страны Джасинда Ардерн анонсировала введение запрета на всё полуавтоматическое оружие боевого типа, а также штурмовые винтовки и их детали. В апреле 2019 года Парламент принял этот закон, и в июле 2019 года он вступил в силу.
Поскольку многие граждане официально владели оружием до принятия запрета, было принято решение выкупить его у граждан. Для выкупа оружия в бюджете Новой Зеландии было выделено 150 миллионов новозеландских долларов (около 90,6 миллиона долларов США), а также 18 миллионов новозеландских долларов (11,8 миллиона долларов США) на административные расходы, связанные со сбором оружия.
В период с середины июля 2019 по первую декаду августа граждане новой Зеландии сдали более 11 000 единиц оружия в полицию.
Владельцы полуавтоматического оружия обязаны были сдать его до 20 декабря 2019 года, иначе им будет грозить тюремное заключение до 5 лет.

## Международная реакция
Президент России Владимир Путин выразил соболезнования в связи с нападением. К соболезнованиям присоединились религиозные лидеры РФ.
Министр иностранных дел Украины Павел Климкин заявил: «Мы остаёмся вместе с людьми Новой Зеландии и после ужасных атак мечетей в Крайстчёрче. Мои мысли со всеми пострадавшими от этого гневного насилия и ненависти».
Австралийский сенатор-националист, бывший лидер национал-популистской партии «Одна нация» Фрейзер Эннинг заявил, что теракт «показывает растущий страх жителей Австралии и Новой Зеландии из-за присутствия мусульман», а также сказал, что причиной случившегося является иммиграция «мусульманских фанатиков». Данная цитата вызвала негативную реакцию в обществе и прессе Австралии и Новой Зеландии.
Президент Турции Реджеп Эрдоган также выразил соболезнования и выразил озабоченность ростом расизма и исламофобии.
Совет Европы осудил нападение и выразил соболезнования.
Премьер-министр Новой Зеландии Джасинда Ардерн назвала инцидент «актом крайнего беспрецедентного насилия» и сказала, что «это один из самых мрачных дней в Новой Зеландии». Она также охарактеризовала нападения как хорошо спланированный террористический акт. Королева Великобритании Елизавета II сказала, что она «глубоко опечалена» нападением: «Мы с принцем Филиппом выражаем соболезнования семьям и друзьям тех, кто погиб». Многие другие мировые лидеры связывают эту атаку с ростом исламофобии.
PewDiePie, на которого стрелок призывал подписаться фразой «Помните, парни, — подписывайтесь на PewDiePie», в тот же день назвал в социальной сети Twitter отвратительным упоминание его псевдонима стрелком и выразил соболезнования пострадавшим и их семьям.